# Burzenin (gromada)
Burzenin – dawna gromada, czyli najmniejsza jednostka podziału terytorialnego Polskiej Rzeczypospolitej Ludowej w latach 1954–1972.
Gromady, z gromadzkimi radami narodowymi (GRN) jako organami władzy najniższego stopnia na wsi, funkcjonowały od reformy reorganizującej administrację wiejską przeprowadzonej jesienią 1954 do momentu ich zniesienia z dniem 1 stycznia 1973, tym samym wypierając organizację gminną w latach 1954–1972.
Gromadę Burzenin siedzibą GRN w Burzeninie utworzono – jako jedną z 8759 gromad na obszarze Polski – w powiecie sieradzkim w woj. łódzkim, na mocy uchwały nr 38/54 WRN w Łodzi z dnia 4 października 1954. W skład jednostki weszły obszary dotychczasowych gromad Burzenin, Antonin, Ligota, Szczawno, Tyczyn, Witów, Strzałki i Majaczewice (z wyłączeniem kolonii Majaczewice) ze zniesionej gminy Burzenin w powiecie sieradzkim oraz obszar dotychczasowej gromady Strumiany ze zniesionej gminy Widawa w powiecie łaskim. Dla gromady ustalono 27 członków gromadzkiej rady narodowej.
1 stycznia 1958 do gromady Burzenin przyłączono część zniesionej gromady Wola Będkowska (kolonia Działy, kolonia Ługi, wieś Prażmów, parcelacja Prażmów, wieś Redzeń II i kolonia Krępica).
Gromada przetrwała do końca 1972 roku, czyli do kolejnej reformy gminnej. 1 stycznia 1973 w powiecie sieradzkim reaktywowano gminę Burzenin.